# Гейдельбергский наследственный договор
Гейдельбергский договор о наследовании (нем. Heidelberger Sukzessionsvertrag) — заключённый 2 ноября 1553 года в Гейдельберге договор между пфальцскими Виттельсбахами о наследовании Курпфальца и титула курфюрста в случае ожидаемого пресечения Гейдельбергской линии с целью защитить их от претензий баварских Виттельсбахов (по Павийскому договору 1329 года Пфальц и Бавария были поделены между Виттельсбахами, при исчезновении одной линии её титулы передавались другой).

## Участники
Участниками договора были жившие в то время представители Гейдельбергской линии пфальцских Вттельсбахов:
- курфюрст Пфальца Фридрих II, чей брак с Доротеей Датской остался бездетным,
- его неженатый брат герцог Пфальц-Ноймаркта Вольфганг,
- герцог Отто Генрих Пфальц-Нойбургский, чей брак с Сусанной Баварской был бездетным.

Остальные пфальцские Виттельсбахи присоединились к договору в качестве предполагаемых наследников:
- по линии Пфальц-Зиммерн — герцог Иоганн II и его сыновья Фридрих, Георг и Рихард,
- по линии Пфальц-Цвайбрюккен — герцог Вольфганг как сам, так и в качестве опекуна вместе с великим камергером Курпфальца Людвигом фон Эшенау и ландшрайбером Лихтенберга Иовом Вайденкопф фон Окенхаймом своего несовершеннолетнего двоюродного брата Георга Иоганна I.[1]

## Последствия
Пфальц-Зиммерн и Пфальц-Цвайбрюккен тайно договорились о будущем наследовании в Дизибоденбергском договоре 1541 г., который продлили в 1546 году. Они стремились сохранить для себя курфюршество в случае пресечении гейдельбергской линии. В 1545 и 1551 годах они заключили союз против возможных претензий баварской родни. 18 марта 1551 г. о договорах стало известно курфюрсту, на следующий день он добился нового соглашения, по которому граф Пфальц-Зиммерн должен стать его преемником и сохранить Курпфальц. В 1553 году это было торжественно повторено и подтверждено между всеми графами Пфальца.
В 1559 г. правящая династия курфюрстов Пфальца пресеклась, вопрос наследования был решён Гейдельбергским договором. Герцог Фридрих Пфальц-Зиммерн получил звание курфюрста и Курпфальц, герцог Вольфганг Пфальц-Цвайбрюккен получил недавно созданное княжество Пфальц-Нейбург. Георг Иоганн I получил графство Лютцельштайн.